# 黄雅瓊
黄 雅瓊（こう がけい、ファン・ヤーチョン、英: Huang Ya Qiong、1994年2月28日 - ）は、中華人民共和国の女子バドミントン選手。2020年東京オリンピックの混合ダブルスの銀メダリスト。

## 経歴
2017年は、魯愷とペア組みアジア選手権を優勝している。
2018年以降は、鄭思維とペアを組み、2018年アジア大会で金メダルを獲得。また、2018年、2019年、2022年の世界選手権で優勝を果たし、東京オリンピックでは銀メダルを獲得した。
また、2018年8月にBWF世界ランキング1位を達成し、在位期間は合計で150週を超える。

## 概要
同国の男子ダブルスプレーヤーの劉雨辰と交際しており、SNSではツーショットの写真もたびたび見られる。